# Danas Plads
Danas Plads er en gade og plads, der ligger på Frederiksberg i København. Gaden går fra Vodroffsvej til Svend Trøsts Vej og forbinder de to dele af Danasvej fra henholdsvis Kampmannsgade-dæmningen og H.C. Ørsteds Vej. Hele gadeforløbet fra Kampmannsgade-dæmningen til H.C. Ørsteds Vej har fortløbende husnumre. Trafikken er også gennemgående med buslinje 37 og supercykelstien C99 Albertslundruten. Pladsen består af to dele på det nordøstlige og det sydvestlige hjørne af krydset med Carl Plougs Vej.

## Historie
Regimentskvartermester Georg Julius Wodroff erhvervede en stykke jord i området i 1698 og anlagde etablerede vandmøllen Vodroffgård, hvor Ladegårdsåen løb ud i Søerne. Det var oprindeligt en klædemølle, men den blev snart benyttet til andre formål. I 1702 fik han et 12-årigt monopol på produktion af perlegryn og snustobak samt en slibe- og polermølle i tre mils afstand fra København. Fra 1733 blev Vodroffgård benyttet til produktion af sejl til den danske flåde.
Hartvig Marcus Frisch, der var direktør for Den Kongelige Grønlandske Handel ejede stedet fra 1794 til 1803. Han indstillede industriaktiviteterne og begyndte at bruge ejendommen udelukkende som et landsted. I 1803 blev Vodroffgård erhvervet af Carl Ludvig Zinn, der imidlertid døde i 1808. Efter hans enkes død i 1847 overgik ejendommen til deres datter Emilie Augusta Zinn og hendes mand Niels Wolff. Niels Wolff døde i 1862. Inden da var der blevet bygget huse til tre af hans børn på den østlige side af Vodroffsvej i 1853-1855. Den nordligste af husene ved Emilievej 6 gik til hans datter Christine Marie Wolff, der havde giftet sig med officeren Peter Gottfred Ramm få år før. Vodroffgård blev omdannet til forlystelsesstedet Vodroffslund i 1868.
Omkring 1880 udstykkede Ramm ejendommen og anlagde flere nye gader på den. Ramm støttede skandinavismen og kaldte de tre af dem for Danasvej, Sveasvej og Norsvej efter Danmark, Sverige og Norge. To andre gader blev kaldt for Margrethevej og Fillipavej efter to dronninger fra Kalmarunionen. Margrethevej blev dog omdøbt til Suomivej efter Finland i 1918. Danasvej og Bernstorffsvej blev forbundet, da bebyggelsen omkring den nye Vodroffs Plads blev opført i 1906-1907. I 1927 besluttede Frederiksbergs kommunalbestyrelse at omdøbe Bernstorffsvej til Danasvej. I 1934 blev Vodroffs Plads tilsvarende omdøbt til Danas Plads.

## Udformning og bebyggelse
Danas Plads består dels af et gennemgående gadeforløb og dels af to pladser ved krydset med Carl Plougs Vej. På det nordøstlige hjørne af krydset ligger der en rektangelformet offentlig legeplads med træer og buske. En lokalgade giver adgang til det omkringliggende bygningskompleks. På det sydvestlige hjørne ligger et mindre haveanlæg. Her står der en buste af digteren og politikeren Carl Ploug, der er skabt af Vilhelm Plessen. Busten stod oprindeligt ved Studenterforeningens bygning på H.C. Andersens Boulevard men blev flyttet til Danas Plads i 1972.
Det meste af bebyggelsen omkring gaden og pladsen (nr. 10-12, 22-24, 9-13 og 19-25) består af etageejendomme, der blev opført efter tegninger af Ulrik Plesner og Aage Langeland-Mathiesen i 1906-1909. De er inspireret af engelsk byggeskik, der var fremherskende på den tid, men har også indslag præget af nationalromantik og renæssance så som middelalderlige hjørnetårne og flittig brug af gavle og karnapper. Hjørneejendommen nr. 15-17 er dog en undtagelse, idet den blev opført efter tegninger af Valdemar Schmidt i 1917.